# Ypsolopha lucella
Ypsolopha lucella là một loài bướm đêm thuộc họ Ypsolophidae. Loài này có ở châu Âu và Cận Đông.
Con trưởng thành bay từ tháng 6 đến tháng 9 tùy theo địa điểm.
Ấu trùng ăn sồi.